# 周去非
周去非（1135年—1189年），字直夫，浙江省温州人，南宋隆兴元年（1163年）进士。
历任钦州教授、广西静江府县尉、浙江绍兴府通判。周去飞任广西静江府县尉时曾“随事笔记，得四百余条”，后参考范成大《桂海虞衡志》格式，撰成《岭外代答》一书。